# Helig (Graduale Romanum XVII)
Helig från Graduale Romanum XVII är ett moment i den kristna mässan som heter Sanctus och den är skriven på 1000-talet.

## Publicerad i
- Graduale Romanum XVII
- Höghandskriften
- Bjuråkerhandskriften
- Liber Cantus (Växjö)
- 1697 års koralbok
- Den svenska mässboken 1942, del 1.
- Gudstjänstordning 1976, del II Musik. (bearbetad)
- Den svenska kyrkohandboken 1986 under Helig.